# 汶水坑
汶水坑，是臺灣新竹縣新埔鎮的一個傳統地域名稱，位於該區東北部。相較於今日行政區，其範圍大致與清水相近。

## 歷史
台灣清治末期至日治初期，汶水坑地區為一街庄，稱為「汶水坑庄」，隸屬於竹北二堡。該庄北與北窩庄、崩坡庄、秀才窩庄、楊梅壢庄為鄰，東與老坑庄、三洽水庄、打鐵坑庄為鄰，南邊為鹿鳴坑庄，西邊為照門庄。
1901年（日治明治三十四年）11月，全台廢縣廳改設二十廳，該庄隸屬於新竹廳。1909年（明治四十二年）10月，合併二十廳為十二廳，該庄隸屬不變。1920年（大正九年），廢十二廳改設五州二廳，該庄改制為「汶水坑」大字，隸屬於新竹州新竹郡新埔庄。1941年，新埔庄升格為新埔街。
戰後新埔街改制為新埔鎮，隸屬於新竹縣，大字亦改制為里。1950年桃、竹、苗分治，新埔鎮隸屬不變。

## 交通
縣道115號是觀音至芎林的道路，大致以開口向西的V字形蜿蜒經過汶水坑地區中西部，向北轉東北可前往楊梅、新屋、觀音等地，向西南可前往新埔市區、芎林等地。

## 學校
- 清水國小